# Peribatodes uniformata
Peribatodes uniformata är en fjärilsart som beskrevs av Barend J. Lempke 1952. Peribatodes uniformata ingår i släktet Peribatodes och familjen mätare. Inga underarter finns listade i Catalogue of Life.